# Đánh giá quản lý chuỗi cung ứng (tạp chí)
Đánh giá quản lý chuỗi cung ứng (SCMR) là một tạp chí quản lý kinh doanh có trụ sở tại Hoa Kỳ.  SCMR bao gồm phân tích và xu hướng trong quản lý chuỗi cung ứng.

## Lịch sử
Đánh giá quản lý chuỗi cung ứng bắt đầu vào năm 1997, trùng với sự phát triển của mô hình tham chiếu hoạt động chuỗi cung ứng (SCOR).  Ban đầu, tạp chí được thành lập hàng quý, sau đó tăng tần suất lên sáu số mỗi năm.  Năm 2007, tạp chí đã bổ sung một số thứ bảy đặc biệt vào tháng 12, bao gồm chủ yếu là Hướng dẫn điều hành hàng năm về Tài nguyên chuỗi cung ứng.  Tính đến tháng 12 năm 2013, tổng số lưu hành được kiểm toán BPA là 15.133 người đăng ký.
Nhà xuất bản nhóm và chủ tịch của Peerless Media là Brian Ceraolo.  Tổng biên tập là Bob Trebilcock, với các tòa soạn ở Framingham, Massachusetts, Hoa Kỳ.
Đánh giá quản lý chuỗi cung ứng đã bị đóng cửa vào ngày 16 tháng 4 năm 2010, theo quyết định của Reed Elsevier (công ty mẹ của nó) để thoát phần lớn thông tin kinh doanh của mình - doanh nghiệp xuất bản của Hoa Kỳ.  Lưu trữ ngày 3 tháng 3 năm 2016 tại Wayback Machine  Vào ngày 23 tháng 4, Reed đã bán các ấn phẩm Chuỗi cung ứng đã đóng cửa của mình cho một công ty mới, Peerless Media, được thành lập bởi Brian Ceraolo, cựu Nhà xuất bản Tập đoàn.

## Nội dung
Theo mô hình tương tự như Harvard Business Review, SCMR chủ yếu xuất bản các cột và tính năng được đóng góp bởi các giáo sư trường kinh doanh, các nhà thực hành quản lý chuỗi cung ứng và các nhà phân tích ngành.  Tạp chí bao gồm các chủ đề bao gồm tìm nguồn cung ứng và mua sắm, phần mềm và công nghệ, vận tải và hậu cần, giáo dục chuỗi cung ứng và các chủ đề khác liên quan đến chuỗi cung ứng.  SCMR cũng xuất bản nhiều nghiên cứu trường hợp với các công ty như Wal-Mart, Motorola, IBM và Pfizer.